# Ravenna Football Club 1913
Il Ravenna Football Club 1913, meglio noto come Ravenna, è una società calcistica italiana con sede nella città di Ravenna. Milita in Serie C, la terza divisione del campionato italiano.
Fondata nel 1913 come Unione Sportiva Ravennate e ricostituita nel 2001 col nome Ravenna Calcio e nel 2012 come Ravenna Sport 2019, vanta quale maggiore livello raggiunto la Serie B, dove ha ottenuto come miglior risultato un ottavo posto. Nel suo palmarès annovera uno Scudetto IV Serie e una Coppa Italia Serie D.
I colori sociali sono il giallo e il rosso. Disputa le partite di casa allo stadio Bruno Benelli.

## Storia

### Dalle origini al secondo dopoguerra
La prima squadra rappresentativa della città di Ravenna, è nata il 21 aprile 1913 grazie ad Angelo Fabbri, che di ritorno da un viaggio in territorio elvetico portò un pallone di cuoio e fece conoscere alle persone il gioco del calcio. La prima partita che i giallorossi disputarono fu un'amichevole contro il Forlì nel campo di Piazza d'Armi.
All'inizio del 1918, successivamente, vi fu un profondo cambiamento segnato dalla fusione tra Excelsior e società che diede vita all'Audace, poi, nel 1920, nacque la società Unione Sportiva Ravennate. L'esordio del Ravenna in un campionato FIGC avviene sul campo della Pro Ferrara nel girone C del campionato di Promozione 1920-1921. Sette anni dopo, nel campionato di Terza Divisione 1927-1928, il Ravenna allenato da Adolf Maurer fece il suo primo campionato da protagonista dove venne messo in mostra Cecco Cortesi, destinato a diventare il più grande capocannoniere nella storia della società ravennate, che riuscì a segnare in tutto 139 gol durante la sua permanenza in giallorosso.
Gli anni trenta cominciarono con una promozione in Prima Divisione arrivata al termine del campionato di Seconda Divisione 1929-1930. La partita d'esordio in Prima Divisione fu positiva, con il Ravenna che batté il Pisa con il risultato di 4-0. Al termine della stagione di Prima Divisione 1930-1931 i giallorossi allenati da Dimeny arrivarono ottavi.
Nell'estate del 1936, poi, il Ravenna venne promosso per la prima volta in Serie C, dove i giallorossi disputarono alcune stagioni molto esaltanti con i gol di Baratella e di Cecco Cortesi che insieme agli altri compagni di squadra arrivarono a sfiorare la promozione in Serie B non arrivata a causa della differenza reti sfavorevole nel campionato di Serie C 1940-1941.
Nella seconda metà degli anni trenta, i ravennati rimasero imbattuti in casa per ben 63 mesi, dal 29 novembre 1936 al primo marzo 1942, con 66 vittorie e 5 pareggi tra le mura proprie. I tecnici che si successero sulle panchine, nel corso di questi anni, furono Olao Cerini, Primo Fabbri, Aristide Viali ed Alfredo Mazzoni.
Dopo la seconda guerra mondiale, alla ripresa dei campionati di Serie C, A.C. Ravenna e Società Sportiva Edera, si fusero nella Società Sportiva Edera Ravenna con Mario Gritti presidente che nella stagione 1946-1947 iniziò un campionato difficile con la squadra retrocessa e successivamente ripescata e poi nel campionato di Serie C 1947-1948 pur arrivando al quinto posto i giallorossi retrocessero nella nuova Promozione ove vi rimasero fino alla stagione 1950-1951.
Nell'agosto del 1949, poi, dopo tre stagioni cessò il sodalizio di unione con l'Edera e la società presieduta da Guglielmo Strocchi, cambiò denominazione in Unione Sportiva Ravenna cui sedettero allenatori come Riparbelli, Prendato, Maurer, Bodoira e Mazzoni, che però disputarono dei campionati a livello dilettantistico altalenandosi tra Promozione regionale e IV Serie fino al 1958 quando nel frattempo nacque la nuova società della Sarom Ravenna.

### Dagli anni cinquanta agli anni ottanta
Dopo l'epoca della Sarom durata dal 1954 al 1964, in dieci anni arrivarono due promozioni nel giro di tre anni, uno Scudetto Dilettanti e una promozione sfumata in Serie B a due giornate dalla fine.

La Sarom Ravenna 1963-1964

Il primo campionato disputato dalla Sarom sotto la guida tecnica di Domenico Bosi terminò con la vittoria del girone A di Promozione, con Marconi bomber con 17 centri realizzati e senza neanche perdere una partita. Ciò valse ai romagnoli la conquista di un record per quanto riguarda i campionati nazionali e interregionali di quella stagione, tanto da richiamare l'attenzione delle telecamere Rai che fecero un servizio sul sodalizio giallorosso.
Al termine del campionato di IV Serie 1956-1957. Dopo aver chiuso al primo posto il girone C, i giallorossi parteciparono alle finali nazionali dove prima, liquidarono il Belluno, e poi, dopo le gare giocate in campo neutro a Cremona, Livorno e Napoli, si laureano Campioni d'Italia IV Serie.
Nella stagione successiva, al suo ritorno in Serie C, il Ravenna con Bosi in panchina fece un torneo di vertice, perdendo soltanto nelle ultime giornate ove alla penultima giornata contro la Fedit Roma perse con il risultato di 1-0 e una rete di Tino Valli il sogno della promozione in Serie B.

L'Unione Sportiva Ravenna 1971-1972, promossa in Serie C

Nelle stagioni immediatamente successive l'Unione Sportiva Ravenna, attraversò un periodo difficile caratterizzato da scarsi risultati e da situazioni economiche problematiche riflesse sia sull'aspetto tecnico, che sulla panchina bizantina con una dolorosa retrocessione nei dilettanti al termine della stagione di Serie C 1970-1971, dopo 14 anni di permanenza consecutiva. Il purgatorio in Serie D durò una stagione, dove alla fine della stagione, il Ravenna vinse il girone D della Serie D rientrando subito in Serie C, dove restò per quattro stagioni, per poi retrocedere di nuovo.
Lasciata la Serie C al termine della stagione 1975-1976, i giallorossi piombarono fino alla Promozione ove vi rimase fino al 1982.
Il ritorno in Serie C avvenne nel 1983, con un breve approdo alla Serie C2. Dopo un primo, discreto campionato, arrivò la nuova retrocessione in Interregionale. Tornata in Serie C2 nella stagione 1985-1986, si classificò sesta, miglior risultato fino al quarto posto del 1991, dopo alcuni anni sempre in quarta serie. La stagione 1989-1990 vede i ravennati per la prima volta inseriti nel Girone Nord della Serie C2, con in panchina Marino Perani, ex bandiera del Bologna, per una parte del cammino.

### Gli anni novanta
Con il campionato 1990-1991, arriva una decisa svolta per la formazione di Ravenna, con l'approdo alla presidenza della Famiglia Corvetta, armatori locali, con in testa Daniele, che prepara un programma ambizioso per il sodalizio giallorosso. Chiama infatti due ex bandiere del Verona dell'era Garonzi: come D.T. Giancarlo Cadé, una vecchia volpe dei campi di gioco, ed in panchina Pierluigi Busatta, con alle spalle una buona esperienza nel settore giovanile dei gialloblù. Arrivano il portiere De Grandi, il centrocampista Antonioli dalla Solbiatese, l'esterno Dal Balcon e, per la linea mediana Pavanel, Melotti e Pederzoli. In attacco Corrado Baglieri e l'ex bomber del Cesena, Oliviero Garlini. Il Ravenna sfiora la promozione, rimanendo a lungo a lottare con le prime, ma alla fine ha la meglio il Palazzolo con 3 punti di vantaggio e per 2, la coppia Spal-Solbiatese, che si giocherà poi lo spareggio promozione.

Una formazione dell'Unione Sportiva Ravenna 1992-1993 che centrò la prima storica promozione in Serie B

Gli anni novanta furono quindi inizialmente positivi, con la promozione in Serie C1 al termine della stagione 1991-1992 e il bis nel 1992-1993 con la vittoria del campionato di C1 e la prima storica promozione in Serie B.
Nella stagione 1991-1992, Corvetta non vuole lasciarsi sfuggire il salto di categoria, affidandosi all'allora quasi esordiente Gigi Delneri. Nella rosa diversi giocatori importanti: in difesa Marcello Marrocco e Stefano Torrisi, a centrocampo con sempre Antonioli in regia, Mariano Sotgia e Rodolfo Giorgetti, in attacco il fantasista Enrico Buonocore (idolo della tifoseria) e Cosimo Francioso. I ravennati centrano la promozione in Serie C1, senza particolari problemi, davanti al Leffe e staccando le altre concorrenti, Mantova e Varese su tutte.
In Serie C1, Corvetta si affida in panchina ad un altro tecnico di belle speranze, Francesco Guidolin, che basandosi sul blocco della stagione precedente, schiera tra i pali un giovane Francesco Toldo, in attacco l'ariete Loris Pradella, ideale terminale per il gioco di Buonocore e Francioso, supportati a loro volta dall'esterno Cristiano Scapolo. Per alcune giornate i giallorossi possono contare anche sulla classe di Lamberto Zauli. Alla fine il Ravenna centra l'ennesimo doppio salto della sua storia passando, per la prima volta in Serie B con il Vicenza.

Un giovane Christian Vieri con la maglia del Ravenna nella stagione 1993-1994

L'impatto con il campionato cadetto non fu molto positivo e la squadra retrocesse subito, in virtù del diciottesimo posto finale. La società si affidò inizialmente per la panchina all'ex Genoa Claudio Onofri, e dopo sette giornate passa all'esperto Pierluigi Frosio, con dietro alla scrivania un certo Beppe Marotta, mantenendo gran parte della rosa della stagione precedente, a cui si aggiungono Enrico Cucchi, in porta Davide Micillo ed in avanti una coppia formata da Tacchi (III) e Christian Vieri. I 12 goal realizzati da "Bobo", però, non bastano alla salvezza ed arriva la retrocessione in Serie C1.
Dalla C1, si riparte sempre dietro le quinte con Marotta e Rino Foschi, che torna ad occupare la carica di direttore sportivo, ed in panchina un altro emergente, Alberto Cavasin. La squadra perde i goal di Vieri, ma trova quelli di Fabris e di Insanguine. In porta c'è Domenico Doardo ed in difesa William Viali, oltre alla solita verve di Buonocore a centrocampo, dove in cabina di regia troviamo il legnanese Massimo Gadda, che supporta la manovra di Lamberto Zauli, tornato dal Crevalcore. Cavasin viene però esonerato ed al suo posto arriva Adriano Buffoni. La squadra centra i play-off, con il quinto posto, ma viene superata in semifinale dalla Pistoiese (0-0 e 0-1).
Nella stagione seguente la squadra viene affidata ad un vero esperto della categoria come Giorgio Rumignani, che mantiene l'ossatura della squadra, inserendo in difesa Vittorio Mero, prelevato dal Crevalcore, oltre ad un vero totem della categoria come Giuseppe Pregnolato, fresco di promozione in B con la Pistoiese. In attacco arriva Stefan Schwoch dal Livorno. Con questi elementi in campo ci sarà il ritorno in Serie B, con la promozione conquistata con largo anticipo, trascinata dai 21 gol di Schwoch e dalle giocate di Zauli, che sigla anche 6 reti.
In B la famiglia Corvetta affida la squadra ad un altro tecnico emergente, di sicuro valore, come Walter Novellino, inserendo in rosa giocatori di esperienza, come Iachini e Luppi, centrando così la miglior stagione in serie cadetta, con l'ottavo posto, nonostante i tre punti di penalizzazione.
Nel 1997-1998 in panchina troviamo Sandreani; gli innesti più importanti sono in difesa Sean Sogliano, gli ex Inter Felice Centofanti e Francesco Dell'Anno, e Andrea Bergamo. La squadra naviga in brutte acque, e viene affidata a Santarini, che la conduce in salvo.
Nel 1998-1999 Santarini è confermato in panchina, per una squadra che può contare sull'estro di Polesel, ma che presto finisce per sentire il richiamo della sua laguna veneta, oltre che del bomber Silenzi in avanti, di ritorno dalla sua esperienza in Inghilterra. Campionato concluso al decimo posto.
Nel 1999-2000 tocca ad Attilio Perotti la guida tecnica; tra i giocatori in porta Cervone, in avanti la coppia Murgita e Grabbi, con il Ravenna che si conferma ancora a metà classifica.

### Gli anni duemila
Nella stagione 2000-2001, la squadra arriverà in fondo alla classifica, con ben quattro allenatori succedutisi in panchina e una girandola di giocatori, un mix tra calciatori in odore di ritiro (Gilbert Bodart, Rosario Pergolizzi, Filippo Dal Moro, Andrea Bergamo, Michele Gelsi, Cristiano Scapolo, Andrea Silenzi), giovani speranze in prestito (Marco Rigoni, Georgios Vakouftsis), un paio di stranieri come Jorge Casanova, Krasimir Čomakov, Paquito, Alexandros Kaklamanos e qualche altro elemento esperto della categoria (Massimiliano Corrado, Giovanni Serao, Emiliano Biliotti). Il campionato si conclude al diciannovesimo e penultimo posto, con conseguente scivolone in Serie C1, anticamera del fallimento.
Il buon decennio dei giallorossi, pertanto, si chiuse mestamente: dopo la retrocessione in Serie C1, nel luglio dell'estate del 2001, la vecchia Unione Sportiva Ravenna fu poi esclusa da tutti i campionati per eccesso di indebitamento - situazione che si protraeva da tempo - ed avviata dal Tribunale cittadino al fallimento. Una brutta storia che si aggiunge anche alla tragedia di Fernando Torcal Cabal, proprietario della Continental spagnola che aveva da poco acquistato il club giallorosso, che morì a brevissima distanza dall'affare a causa di un infarto. Pertanto, un gruppo di imprenditori locali si rimbocca le maniche e si mette all'opera per la ricostruzione, ottenendo l'ammissione di una nuova società, denominata Ravenna Calcio, al campionato di Eccellenza. Con un chiaro obiettivo minimo: tornare al più presto tra i professionisti, raggiunto dopo due promozioni consecutive (Eccellenza 2001-2002 e Serie D 2002-2003). Nell'anno della "rinascita" a far parte della rosa c'è anche il capitano Giuseppe Pregnolato, che rimase nonostante il terzo salto all'indietro.
Grazie ai due campionati vinti consecutivamente tornò a giocare fra i professionisti solo dal 2003-2004 in Serie C2 sfiorando l'accesso ai play-off, che vinse invece l'anno seguente dopo il secondo posto in campionato.
All'atto del ritorno tra i professionisti, la società viene rilevata, dal primo luglio 2003, dal Gruppo Ferlaino, con in testa l'ex patron del Napoli Corrado, per 1,3 milioni di Euro. Il 26 luglio viene nominato Presidente il figlio Luca. Tra i componenti del nuovo C.d.A. Monica Mero Porzio (moglie di Vittorio Mero, lo scomparso giocatore del Brescia e prima ancora dello stesso Ravenna) e l'attore Peppe Quintale, con la collaborazione di Massimo Matteucci (Presidente della CMC, sponsor del club). In campo, tra gli altri, tornano Gianluca Luppi ed Enrico Buonocore.
I piani sono ambiziosi, ma dopo tre giornate il tecnico delle promozioni, Gadda, viene esonerato per far posto a Osvaldo Jaconi, un tecnico di spessore per la categoria. La squadra però va avanti a suon di pareggi e la squadra precipita conseguentemente nel calderone dei play-out. Inevitabile il nuovo cambio, con il ritorno di Gadda. I risultati continuano a non arrivare, cominciano a girare strane voci sullo stato di salute della società. Luca Ferlaino annuncia le sue dimissioni, i calciatori restano a secco di liquidità dopo essersi anche auto-sospesi lo stipendio. Con un incredibile sprint finale, la squadra risale fino a sfiorare i play-off per un solo punto, conquistando il sesto posto finale. In estate Corrado Ferlaino, deluso dai risultati, annuncia l'intenzione di cedere, cercando comunque di risolvere le pendenze con i tesserati che impongono alcune condizioni che non vengono digerite dal presidente, il figlio Luca, tanto da indurgli a minacciare di mettere la società in liquidazione. Sarà l'intervento di Gianni Fabbri, un imprenditore locale nel campo dell'impiantistica elettrica, a scongiurare un secondo fallimento a distanza di pochi anni acquistando la società giallorossa dai Ferlaino per 600.000 Euro.
Nel campionato 2005-2006 in serie C1, girone A, si classificò al tredicesimo posto, evitando così anche gli spareggi per la retrocessione. Nel campionato 2006-2007 vinse il girone B della serie C1 e venne promosso in serie B con un turno di anticipo (pareggiando 0-0 a Teramo) dopo un duello di alcuni mesi con l'Avellino, qualificatosi per i playoff.
Il ritorno in Serie B coincide con un campionato non particolarmente positivo. La stagione 2007-2008 inizia bene ma, al termine delle 42 giornate, la squadra ha totalizzato solo 8 vittorie, 11 pareggi e 23 sconfitte, collezionando 35 punti e classificandosi in ventesima posizione, terzultima. Con tale modesto ruolino di marcia i giallorossi sono nuovamente retrocessi e disputano il campionato 2008-2009 in Lega Pro Prima Divisione, finendo terzi al termine della stagione regolare (gironi di andata e di ritorno), dietro al Cesena e alla Pro Patria Busto Arsizio, ma terminando, a sorpresa, i play-off promozione in semifinale contro la quarta classificata, il Padova, vincitrice nella gara di ritorno a Ravenna per 2-1. Molte, però, sono le note positive di quella stagione, tra cui l'approdo dell'allenatore Gianluca Atzori in Serie A nel Catania e la vittoria della classifica dei cannonieri da parte del bomber Francesco Zizzari, passato poi al Pescara.
L'inizio della stagione 2009-2010 viene subito compromesso dal decesso dell'attaccante di origine albanese Filipi, morto all'età di 20 anni in un incidente stradale a Cervia, mentre era in compagnia di Scappini. Questo avvenimento influenzerà il campionato dei giallorossi: dopo un girone d'andata chiuso a ridosso della zona play-off, la squadra crolla nel girone di ritorno, vincendo appena una delle diciassette partite, ma conquistando ugualmente la salvezza diretta.

### Gli anni duemiladieci
La stagione 2010-2011 vede il Ravenna partire bene in campionato e disputare un buon girone d'andata, ma nel girone di ritorno si ha un calo che porta a risultati altalenanti e discontinui. All'ultima giornata, con una posizione di metà classifica, la squadra vince, ma poi arriva una caduta nel peggiore dei modi: 7 punti di penalizzazione per illecito sportivo fanno crollare rovinosamente i romagnoli al quattordicesimo posto, condannandoli a disputare i play-out in una posizione che avrebbe dovuto essere occupata dal Pavia. Il Ravenna conquista comunque un posto in Prima Divisione anche per la stagione successiva: infatti, dopo la sconfitta per 0-1 in Alto Adige, vince 2-1 al Benelli con un gol realizzato al 95' su rigore e, sfruttando il vantaggio derivante dal miglior piazzamento in classifica, condanna il Südtirol (poi ripescato) alla Seconda Divisione.
Lo Scandalo calcioscommesse scoppiato nell'estate 2011 che ha portato all'arresto del Direttore Sportivo Giorgio Buffone e ha visto tra gli indagati molti personaggi legati all'organigramma societario, accelera la cessione del club che passa dalle mani di Gianni Fabbri al Gruppo Aletti che si concretizza il 1º luglio 2011 con l'ufficialità di Sergio Aletti come nuovo Presidente. Per intraprendere questa nuova sfida in prima persona, Aletti ha rimesso gli incarichi da membro del C.d.A. e da vicepresidente del Cesena, facendo così venir meno ogni vincolo di tipo federale.
Il 18 luglio 2011 il Consiglio Federale decide di non ammettere il club giallorosso nei campionati professionistici per un ritardo di due giorni nei pagamenti, la società presenta subito ricorso dichiarandosi ottimista, ma il 25 luglio arriva la conferma della non ammissione. Inoltre il 9 agosto viene escluso dal campionato di competenza come condanna per lo scandalo Scommessopoli. In base a questi fatti, il 12 agosto, viene iscritto in Serie D. Ma la squadra disputa un campionato fallimentare, culminato con la retrocessione in Eccellenza a seguito della disputa dei play-out con la Virtus Pavullese. Dopo il 2-2 dell'andata, infatti, il 26 maggio al Benelli va in scena l'ultimo, drammatico, capitolo della stagione più travagliata per la storia dei colori giallorossi. Ai quali sarebbe bastato anche un pareggio per salvare la categoria: e invece finiscono per perdere in casa 2-3, con rigore decisivo realizzato al 95' dagli ospiti: ovvero, il modo più beffardo per salutare la Serie D. Dopo l'amarezza della retrocessione sul campo, il 29 giugno 2012 il Ravenna viene dichiarato fallito per la massa debitoria dal tribunale di Ravenna e cancellato da tutti i campionati italiani.

### Dalla Promozione Emilia-Romagna alla Serie C
A seguito dell'esclusione da tutti i campionati del Ravenna Calcio, nel luglio 2012 il sindaco della città romagnola, Fabrizio Matteucci insieme a Giorgio Bartolini ed Alessandro Brunelli, crea una nuova Società Cooperativa, denominata provvisoriamente Ravenna Sport 2019, che viene iscritta al campionato di Promozione.
L'anno indicato nella denominazione è un chiaro riferimento a quello in cui la città romagnola potrebbe diventare Capitale Europea della Cultura. Il nuovo allenatore è il romagnolo Angelo Affatigato, classe 1976, alla sua prima esperienza in panchina, ex giocatore giallorosso (era nella "rosa" nella stagione precedente, quella del fallimento, e vi giocò anche dal 2003 al 2007). Non viene adottato alcun logo, sulla maglia prodotta dalla bolognese Macron compare infatti solo il nome della città.
Inserito nel girone D, dopo un campionato pieno di vittorie e con una sola sconfitta al passivo, il 21 aprile 2013 il Ravenna, battendo per 2-1 in trasferta a Villa Verucchio la Sant'Ermete Sanvitese, ottiene, con quattro giornate d'anticipo, la promozione in Eccellenza.
Intanto, il 25 maggio 2013 muore in circostanze misteriose l'ex patron Sergio Aletti, 53 anni, ultimo presidente prima del fallimento. A soli cinque giorni di distanza muore un altro ex presidente, Daniele Corvetta, 74 anni, fautore delle pagine più belle del calcio a Ravenna, proprietario del club dal 1990 al 2000.
L'11 luglio Giannantonio Mingozzi, vicesindaco di Ravenna, si aggiudica, per la cifra di 1500 euro, l'asta che aveva ad oggetto il marchio del Ravenna Calcio, quello con il logo del comune racchiuso in un ovale rosso, ovvero l'unico che compare nel registro dei marchi nazionali tenuto dal Ministero dello Sviluppo Economico - Ufficio Italiano Brevetti e Marchi, in rappresentanza di un gruppo di sportivi ravennati che nei mesi precedenti aveva rilevato in blocco dal fallimento tutti gli storici trofei del calcio ravennate per poi donarli all'attuale proprietà. Non si ha notizia invece dell'altro logo, quello storico della vecchia Unione Sportiva Ravenna (e amato dai tifosi) con i due leoni arrampicati sul pino e il motto latino Iterum rudent leones.
Il 9 agosto la società cambia denominazione in Società Cooperativa Sportiva Dilettantistica Ravenna Football Club 1913. Con l'occasione viene effettuato un restyling del marchio.
Il campionato 2013-2014, in Eccellenza, non si dimostra un campionato di gloria, i ravennati non riescono a raggiungere il primo posto, ma neanche il secondo posto per giocare i play-off, e termina quarta a causa di una differenza reti sfavorevole, essendo arrivata a pari punti con il Massa Lombarda.
Il campionato 2014-2015 si rivela migliore di quello precedente dato che il Ravenna riesce ad arrivare secondo conquistando la Serie D vincendo i play-off sia all'andata che al ritorno: prima con la vittoria per 2-1 in Toscana contro il Ghivizzano, e poi vincendo in casa per 2-0. Nella stagione 2015-2016 il Ravenna si iscrive al campionato di Serie D. La stagione inizia bene con un 2-1 al Legnano, ma dopo qualche tempo viene esonerato il tecnico Marsili per scarsi risultati e sostituito con Mosconi; la stagione termina con una salvezza senza disputare i play-out.
Nella stagione 2016-2017, i giallorossi guidati da Mauro Antonioli partono in sordina all'inizio del campionato. In seguito, il Ravenna recupera numerose posizioni di classifica, fino a raggiungere la zona play-off. Dopo aver tallonato l'Imolese e il Delta Rovigo, rispettivamente prima e seconda in classifica, alla terzultima giornata i romagnoli sorpassano entrambi gli avversari nella corsa al titolo. Il 30 aprile 2017, pareggiando sul campo neutro di Russi nel derby contro la Ribelle, ed approfittando della contemporanea sconfitta della compagine imolese e di quella rodigina, la squadra ravennate è matematicamente promossa in Serie C, dopo sei anni d'assenza. Il 1º giugno 2017, il Ravenna si iscrive al campionato di Serie C trovando difficoltà all'inizio del campionato ma portando alla salvezza la squadra che giunge fon 5 giornate di anticipo. Per la stagione successiva, l'allenatore Antonioli non viene confermato e al suo posto viene presentato Luciano Foschi.

### Dal secondo anno in Serie C con i play-off
Nella stagione 2018-2019, con l'allenatore laziale la squadra raggiunge nel suo secondo campionato consecutivo in Serie C, il 7º posto in classifica che vale la qualificazione ai playoff. La prima sfida termina con un pareggio casalingo contro il Vicenza per 1-1 davanti a un Benelli gremito, che vale il passaggio del turno. Il secondo confronto termina con un 0-0 contro il Feralpisalò, risultato che sancisce la fine della corsa ai playoff per i giallorossi.
La stagione successiva (2019-2020) la squadra, sempre affidata a Luciano Foschi, fatica a ingranare e rimane costantemente nei bassi fondi della classifica. Dopo un inizio abbastanza entusiasmante, con le vittorie esterne contro il Padova e la Triestina, la squadra sprofonda in un trend di risultati negativi. Solo il mercato di Gennaio 2020, caratterizzato da un cospicuo investimento di riparazione porta ad un netto potenziamento della rosa e, con esso, ad un lieve miglioramento dei risultati.
Il 23 febbraio 2020 il Ravenna FC gioca in casa contro la Triestina perdendo 1-0: sarà l'ultima gara della stagione 2019-2020 prima del lockdown causato dalla pandemia Covid-19. Il contesto delicato e le incertezze economiche, sociali e finanziarie portano la FIGC a decidere per la sospensione del campionato trasformatasi, causa l'acutizzarsi della pandemia, in annullamento di tutti i tornei. Con questa decisione le attività di preparazione anche a distanza vengono sospese.
Successivamente, a seguito del miglioramento della curva epidemiologica, la federazione ritorna sui suoi passi, decretando ufficialmente il prosieguo e termine dei campionati di Serie A e Serie B e la disputa dei play-off e dei play-out per la Serie C.
I giallorossi si ritrovano dopo mesi di allenamenti da casa in streaming e dopo un periodo di sospensione totale di tutte le attività di allenamento, ad affrontare 2 gare di play-out secche; andata e ritorno contro il Fano. L'andata la formazione bizantina perde 2-0 a Fano, il ritorno termina 1-0 sempre per i marchigiani sul campo del Benelli. Entrambe le partite vengono disputate a porte chiuse. Il Ravenna viene retrocesso in Serie D.
Dopo mesi difficili e con un futuro incerto per la società, a seguito dell'ottimo piazzamento in classifica dettato da un insieme di indici ed elementi valutativi sullo stato di "salute" dell'azienda, anche a causa del fallimento di Robur Siena e Sicula Leonzio, la società di Viale della Lirica si ritrova, insieme alla Giana Erminio, ad essere riammessa al campionato di Serie C. La panchina viene così affidata al tecnico di Gabicce Mare Giuseppe Magi.
L'inizio di stagione non è entusiasmante. I giallorossi vengono sconfitti per 0-3 a tavolino alla prima di campionato dal Südtirol a causa dello schieramento dell’attaccante belga Mokulu, il quale doveva scontare ancora una giornata di squalifica dal campionato precedente (Ravenna che comunque aveva perso 1-2 il match).
La prima vittoria per il Ravenna arriva alla terza di campionato, 2-1 sulla Vis Pesaro. I risultati però non sono soddisfacenti e dopo la pesante sconfitta per 4-0 nel derby romagnolo con il Cesena ed appena 9 punti in 11 partite, il presidente Brunelli decide per l’esonero di Magi a favore del tecnico Leonardo Colucci (allenatore del Pordenone che uscì sconfitto solamente ai rigori in Coppa Italia contro l’Inter).
La squadra però sembra dare piccoli segnali solamente dopo il mercato di gennaio, con l'arrivo del difensore Roberto Codromaz e del portiere Matteo Tomei dalla Juve Stabia, il ritorno di Matteo Boccacini, difensore che si trovava in D al Prato, Alessio Benedetti, mediano in arrivo dalla Paganese. Altro acquisto Gianluca Esposito dalla Paganese assieme a Ludovico Rocchi dalla Sambenedettese, entrambi centrocampisti. In attacco arriva Christian Cesaretti sempre dalla Paganese.
Il Ravenna sembra aver trovato la quadra soprattutto in difesa dove subisce poco ma il problema resta l'attacco, difatti colleziona molti pareggi senza mai trovare i 3 punti. La “mazzata” definitiva arriva prima con la rottura del crociato di Cesaretti e in seguito con la squalifica per doping di Mokulu, fino ad allora l'unico a tenere in piedi l'attacco giallorosso. Deludono i vari Ferretti, Marozzi, Martignago, Meli, Sereni. La condanna per il Ravenna arriva sempre contro il Cesena, partita che i leoni bizantini conducevano per 2-0 fino al novantesimo (doppietta di Papa) e che si sono ritrovati a pareggiare per 2-2 al termine. Il Ravenna a questo punto ultimo si trova a giocare il tutto per tutto all'ultima di campionato contro il Carpi. Il Ravenna per non retrocedere direttamente deve per forza vincere ma deve sperare anche che l’Arezzo a Cesena perda.
I risultati finali sono 2-1 per il Ravenna (goal al novantesimo di Marcello Sereni) e 3-1 per il Cesena sull’Arezzo. Ravenna ai play-out e Arezzo in Serie D. I play-out vedono il Ravenna accoppiato con il Legnago. Andata vinta dal Legnago per 0-1 a Ravenna così come il ritorno, vinto 3-0 dai veneti in casa. Il Ravenna rimane così per il secondo anno consecutivo in Serie D.

## Colori e simboli

### Colori
I colori del Ravenna sono il giallo e il rosso, che sono i colori del comune di Ravenna.

### Simboli ufficiali

#### Stemma
Lo stemma del Ravenna ricalca fedelmente quello che è l'emblema cittadino, ovvero i due leoni rampanti ed in mezzo ad essi il pino.

Stemma in uso dal 1993 al 2001
Stemma in uso dal 2001 al 2007
Stemma in uso dal 2007 al 2012
Stemma in uso dal 2012 al 2013
Stemma in uso dal 2013 al 2024

#### Inno
L'inno del Ravenna si intitola Forza Grande Ravenna.

## Strutture

### Stadio

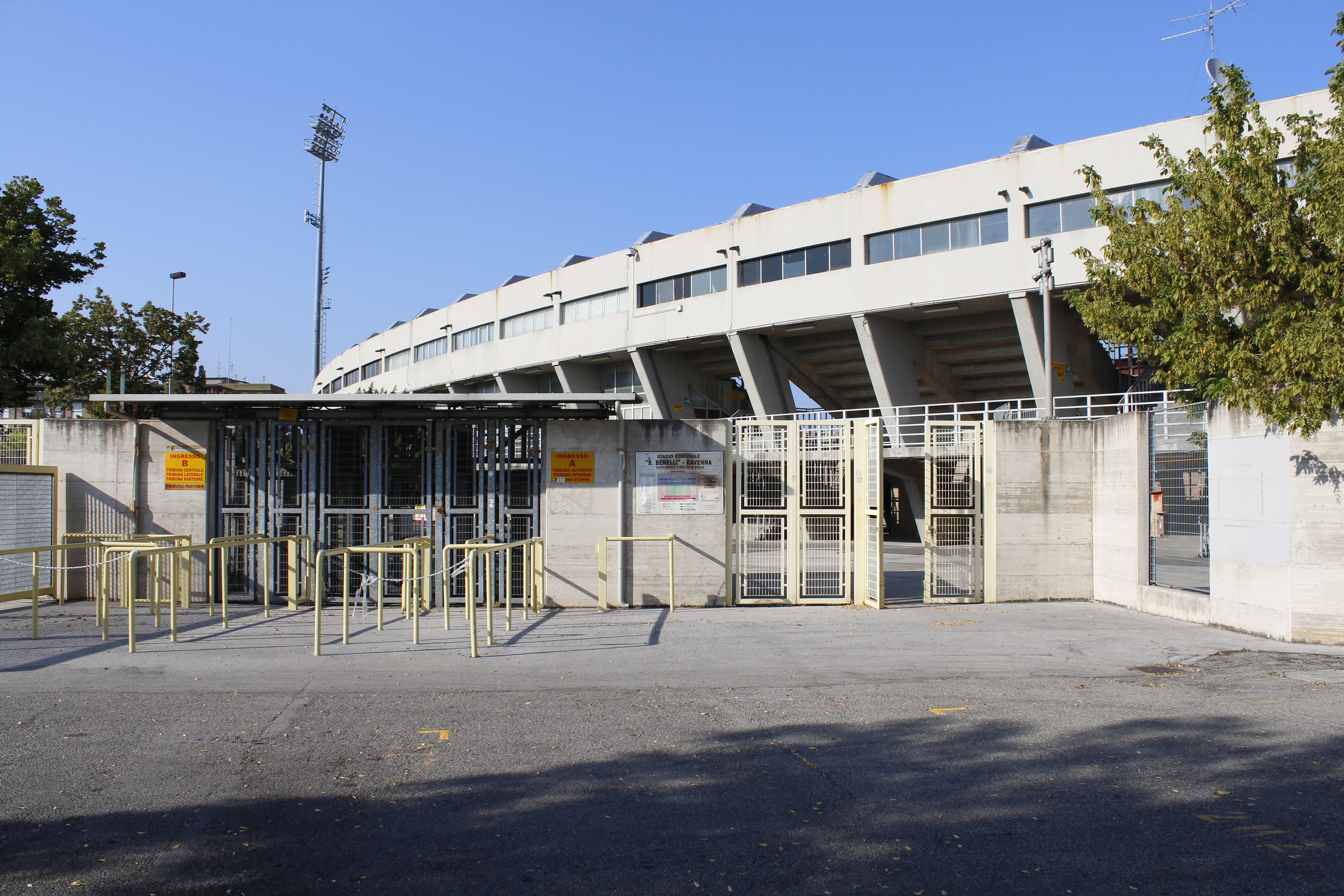
Lo stadio Bruno Benelli

Il Ravenna ha disputato le gare di casa dal 1931 al 1966 nello stadio della Darsena. Nel 1962 iniziarono i lavori per la costruzione di un nuovo impianto che vennero ultimati nel 1966. La struttura prese il nome di stadio comunale, per poi essere intitolato nel 1970 al sindaco Bruno Benelli.

## Società

### Organigramma societario
Di seguito l'organigramma societario tratto dal sito internet ufficiale:
- Ignazio Cipriani - Presidente
- Ariedo Braida - Vicepresidente
- Mattia Baldassarre - Amministratore Delegato
- Paolo Scocco - Direttore Generale
- Davide Mandorlini - Direttore Sportivo

### Sponsor
Di seguito la cronologia parziale degli sponsor tecnici:
- fino al 1990 ...
- 1990-1991 adidas
- 1991-1992 ...
- 1992-1993 Umbro
- 1993-2001 Erreà
- 2001-2007 ...
- 2007-2008 Diadora
- 2008-2009 ...
- 2009-2011 Mass
- 2011-2015 ...
- 2015-2022 Macron
- 2022-2024 Joma
- 2024-oggi Nike

### Settore giovanile
Il settore giovanile del Ravenna è composto da otto formazioni: Berretti, Esordienti, Pulcini, Under-13, Under-14, Under-15, Under-16 e Under-17.

### Sezione femminile
La società a partire dal campionato di Serie B 2018-2019 ha costituito la propria sezione femminile, dopo aver rilevato il titolo sportivo dal San Zaccaria.

## Diffusione nella cultura di massa
La squadra giallorossa viene citata nel film Ma che bella sorpresa del 2015; durante una delle scene finali, il protagonista Guido (impersonato da Claudio Bisio) tifoso milanista, sta seguendo un'amichevole estiva tra Milan e Ravenna.

## Allenatori e presidenti
Di seguito l'elenco degli allenatori e dei presidenti.
- 1913-1920 ...
- 1920-1926  Vincenzo Fresia
- 1926-1928  Adolf Maurer
- 1928-1929  Modoni
- 1929-1930  Giovanni Rebuffo
- 1930-1931  Maximilian Schiffman (1ª-?ª)
 Lajos Dimény (?ª-26ª)
- 1931-1932  Adolf Maurer
- 1932-1933  Guido Aycard
- 1933-1934  Attilio Corbions
- 1934-1935  Angelo Albertoni
- 1935-1936  Olao Cerini
- 1936-1937  Olao Cerini (1ª-?ª)
 P. Fabbri (?ª-30ª)
- 1937-1939  Aristide Viale
- 1939-1942  Alfredo Mazzoni
- 1942-1943  Alfredo Mazzoni (1ª-?ª)
 Guido Duo (?ª-22ª)
- 1943-1944  Filippo Pascucci
- 1944-1945 Inattivo
- 1945-1946  Gastone Prendato
- 1946-1947  Euro Riparbelli
- 1947-1948  Antonio Budini (1ª-?ª)
 Bruno Maini (?ª-30ª)
- 1948-1949  Emilio Rancilio
- 1949-1950  Alfredo Bodoira
- 1950-1951  Alfredo Bodoira (1ª-?ª)
 Ferruccio Rocco (?ª-34ª)
- 1951-1952  Edgardo Biagini
- 1952-1953  Alfredo Mazzoni
- 1953-1954  Giovanni Emiliani (1ª-?ª)
 Piero Borghi (?ª-30ª)
- 1954-1955  Domenico Bosi
- 1955-1958  Domenico Bosi e  Giacinto Ellena
- 1958-1960  Antonio Janni
- 1960-1962  Domenico Bosi
- 1962-1963  Domenico Bosi (1ª-?ª)
 Giorgio Visconti (?ª-34ª)
- 1963-1964  Gyula Zsengellér (1ª-?ª)
 Corrado Viciani (?ª-34ª)
- 1964-1965  Corrado Viciani
- 1965-1966  Sergio Realini (1ª-?ª)
 Gianfranco Ganzer (?ª-34ª)
- 1966-1967  Gianfranco Ganzer (1ª-?ª)
 Antonio Sessa (?ª-?ª)
 Renato Lucchi (?ª-?ª)
 Giorgio Fioravanti (?ª-34ª e spareggio)
- 1967-1968  Giorgio Fioravanti (1ª-?ª)
 Giacomo Mari (?ª-?ª)
 Walter Gardelli (?ª-38ª)
- 1968-1969  Lamberto Giorgis
- 1969-1970  Lamberto Giorgis (1ª-?ª)
 Luciano Redegalli e  Giorgio Bartolini (?ª-38ª)
- 1970-1971  Giuseppe Matassoni (1ª-?ª)
 Omero Tognon (?ª-?ª)
 Luciano Redegalli e  Giorgio Bartolini (?ª-38ª)
- 1971-1972  Carlo Azzali
- 1972-1973  Gino Pivatelli
- 1973-1974  Gastone Bean (1ª-?ª)
 Dario Stolfa (?ª-38ª)
- 1974-1975  Gino Pivatelli (1ª-?ª)
 Giovanni Campari (?ª-38ª)
- 1975-1976  Giovanni Campari
- 1976-1977  Enzo Gerardi (1ª-?ª)
 Giovanni Campari (?ª-?ª)
 Walter Gardelli (?ª-34ª)
- 1977-1978  Bruno Boschi (1ª-?ª)
 Dario Stolfa e  Giovanni Ragazzini (?ª-30ª)
- 1978-1979  Gilberto Alvoni
- 1979-1982  Giampaolo Landi
- 1982-1983  Giampaolo Landi (1ª-14ª)
 Paolo Ferrario (15ª-34ª)
- 1983-1984  Vasco Tagliavini (1ª-24ª)
 Giovanni Ragazzini (25ª-34ª)
- 1984-1985  Dino Binacchi
- 1985-1986  Dario Stolfa (1ª-4ª)
 Eugenio Fantini (5ª-34ª)
- 1986-1987  Eugenio Fantini
- 1987-1988  Francesco Brignani (1ª-14ª)
 Gilberto Alvoni (15ª-34ª)
- 1988-1989  Gilberto Alvoni (1ª-8ª)
 Guido Quadrelli (9ª-34ª)
- 1989-1990  Fabrizio Poletti (1ª-5ª)
 Marino Perani (6ª-23ª)
 Gilberto Alvoni (24ª-34ª)
- 1990-1991  Pierluigi Busatta
- 1991-1992  Luigi Delneri
- 1992-1993  Francesco Guidolin
- 1993-1994  Claudio Onofri (1ª-6ª)
 Pierluigi Frosio (7ª-38ª)
- 1994-1995  Alberto Cavasin (1ª-?ª)
 Adriano Buffoni (?ª-34ª e play-off)
- 1995-1996  Adriano Buffoni (1ª-?ª)
 Giorgio Rumignani (?ª-34ª)
- 1996-1997  Walter Novellino
- 1997-1998  Mauro Sandreani (1ª-24ª)
 Sergio Santarini (25ª-38ª)
- 1998-1999  Sergio Santarini
- 1999-2000  Attilio Perotti
- 2000-2001  Sergio Santarini (1ª-10ª)
 Pierluigi Angeloni (11ª)
 Giorgio Rumignani (12ª-25ª)
 Stefano Di Chiara (26ª-38ª)
- 2001-2002  Stefano Zarattoni
- 2002-2003  Massimo Gadda
- 2003-2004  Massimo Gadda (1ª-4ª)
 Osvaldo Jaconi (5ª-11ª)
 Massimo Gadda (12ª-34ª)
- 2004-2005  Paolo Dal Fiume
- 2005-2006  Paolo Dal Fiume (1ª-?ª)
 Dino Pagliari (?ª-34ª)
- 2006-2007  Dino Pagliari
- 2007-2008  Dino Pagliari (1ª-16ª)
 Franco Varrella (17ª-20ª)
 Dino Pagliari (21ª-34ª)
 Franco Varrella (35ª-42ª)
- 2008-2009  Gianluca Atzori
- 2009-2010  Vincenzo Esposito (1ª-8ª)
 Leonardo Rossi (9ª-27ª)
 Antonio Soda (28ª-33ª)
 Vincenzo Esposito (34ª)
- 2010-2011  Vincenzo Esposito (1ª-8ª)
 Leonardo Rossi (9ª-34ª e play-out)
- 2011-2012  Rodolfo Giorgetti
- 2012-2013  Angelo Affatigato
- 2013-2014  Angelo Affatigato (1ª-12ª)
 Eugenio Benuzzi (13ª-34ª)
- 2014-2015  Alessandro Marsili
- 2015-2016  Alessandro Marsili (1ª-9ª)
 Andrea Mosconi (10ª-38ª)
- 2016-2018  Mauro Antonioli
- 2018-2019  Luciano Foschi
- 2019-2020  Luciano Foschi (1ª-27ª e andata play-out)
 Claudio Treggia (ritorno play-out)
- 2020-2021  Giuseppe Magi (1ª-11ª)
 Leonardo Colucci (12ª-38ª e play-out)
- 2021-2022  Andrea Dossena
- 2022-2023  Cristian Serpini (1ª-12ª)
 Massimo Gadda (13ª-38ª)
- 2023-2024  Massimo Gadda
- 2024-2025  Mauro Antonioli (1ª-8ª)
 Marco Marchionni (9ª-34ª e play-off)

- 1913-1920 ...
- 1920-1921  Guido Guidi
- 1921-1923  Fortunato Buzzi
- 1923-1925  Umberto Grandi
- 1925-1926  Frignani e  Dalla Torre
- 1926-1928  Tambini e  Fabbri
- 1928-1929  Renzo Morigi
 Tullio Vitali
- 1929-1931  Tullio Vitali
- 1931-1934  Erminio Cidonio
- 1934-1935  Roldano Testoni
- 1935-1937  Mario Brocchi
- 1937-1939  Roldano Testoni
- 1939-1940  Antonino Placci
- 1940-1943  Angelo Fabbri
- 1943-1946  Sante Gondolini
- 1946-1948  Mario Gritti
- 1948-1949  Pietro Gualtieri
- 1949-1950  Guglielmo Strocchi
- 1950-1951  Pietro Scuri
- 1951-1952  Francesco Ciliese
- 1952-1953  Angelo Fabbri
- 1953-1954  Guido Berti
- 1954-1964  Gino Guccerelli
- 1964-1965  Paolo Scalini
- 1965-1968  Alessandro Scarano
- 1968-1969  Dante Rubbi
- 1969-1970  Lino Dusman
- 1970-1971  Lino Dusman,  Sergio Bucchi e  Corbari
- 1971-1972  Lino Dusman,  Sergio Bucchi e  Miccoli
- 1972-1975  Sergio Bucchi
- 1975-1976  Gino Ugolini
- 1976-1985  Carlo Saturno Bucci
- 1985-1988  Giuseppe Cannillo
- 1988-1990  Leonardo Sisti
- 1990-1994  Daniele Corvetta
- 1994-1995  Daniele Corvetta
 Gianni Fabbri
- 1995-1997  Luca Corvetta
- 1997-1999  Daniele Corvetta
- 1999-2000  Gianni Fabbri
- 2000-2001  Giuseppe Romano
- 2001-2003  Amilcare Gregori
- 2003-2004  Luca Ferlaino
- 2004-2011  Gianni Fabbri
- 2011-2012  Sergio Aletti
 Elisa Aletti
- 2012-2014  Giorgio Bartolini
- 2014-2024  Alessandro Brunelli
- 2024-  Ignazio Cipriani

## Palmarès

### Competizioni nazionali
- Scudetto IV Serie: 1

1956-1957
- Coppa Italia Serie D: 1

2024-2025

### Competizioni interregionali
- Serie C1: 3

1992-1993 (girone A), 1995-1996 (girone A), 2006-2007 (girone B)
- Serie C2: 1

1991-1992 (girone A)
- Serie D: 3

1971-1972 (girone D), 2002-2003 (girone D), 2016-2017 (girone D)
- Campionato Interregionale: 2

1981-1982 (girone D), 1984-1985 (girone F)
- IV Serie: 1

1956-1957 (girone C)
- Seconda Divisione: 1

1929-1930 (girone E)

### Competizioni regionali
- Eccellenza: 1

2001-2002 (girone B)
- Promozione: 4

1950-1951 (girone G), 1954-1955 (girone A), 1980-1981 (girone A), 2012-2013 (girone D)
- Campionato italiano di terza divisione: 1

1927-1928 (girone B)

## Statistiche e record

### Partecipazione ai campionati
Campionati nazionali
| Livello | Categoria                 | Partecipazioni | Debutto   | Ultima stagione | Totale |
| ------- | ------------------------- | -------------- | --------- | --------------- | ------ |
| 2º      | Serie B                   | 7              | 1993-1994 | 2007-2008       | 7      |
| 3º      | Prima Divisione           | 5              | 1930-1931 | 1934-1935       | 46     |
| 3º      | Serie C                   | 33             | 1936-1937 | 2020-2021       | 46     |
| 3º      | Serie C1                  | 8              | 1992-1993 | 2010-2011       | 46     |
| 4º      | Seconda Divisione         | 2              | 1928-1929 | 1929-1930       | 27     |
| 4º      | Promozione                | 3              | 1948-1949 | 1950-1951       | 27     |
| 4º      | IV Serie                  | 3              | 1952-1953 | 1956-1957       | 27     |
| 4º      | Serie D                   | 8              | 1971-1972 | 2024-2025       | 27     |
| 4º      | Serie C2                  | 11             | 1982-1983 | 2004-2005       | 27     |
| 5º      | Campionato Interregionale | 2              | 1981-1982 | 1984-1985       | 4      |
| 5º      | Serie D                   | 2              | 2002-2003 | 2011-2012       | 4      |

Campionati regionali
| Livello | Categoria       | Partecipazioni | Debutto   | Ultima stagione | Totale |
| ------- | --------------- | -------------- | --------- | --------------- | ------ |
| 1º      | Promozione      | 8              | 1920-1921 | 1980-1981       | 17     |
| 1º      | Terza Divisione | 6              | 1922-1923 | 1927-1928       | 17     |
| 1º      | Eccellenza      | 3              | 2001-2002 | 2014-2015       | 17     |
| 2º      | Promozione      | 1              | 2012-2013 | 2012-2013       | 1      |

### Partecipazione alle coppe
| Competizione                    | Partecipazioni | Debutto   | Ultima stagione | Totale |
| ------------------------------- | -------------- | --------- | --------------- | ------ |
| Coppa Italia                    | 20             | 1936-1937 | 2019-2020       | 20     |
| Coppa Italia Semiprofessionisti | 5              | 1972-1973 | 1976-1977       | 24     |
| Coppa Italia Serie C            | 16             | 1982-1983 | 2025-2026       | 24     |
| Coppa Italia Lega Pro           | 3              | 2008-2009 | 2010-2011       | 24     |
| Coppa Italia Serie D            | 7              | 2002-2003 | 2024-2025       | 7      |
| Poule Scudetto                  | 3              | 1956-1957 | 2016-2017       | 3      |

### Statistiche individuali
Di seguito i primatisti di presenze e reti.
| Record di presenze - 386 Camillo Rizzo (1956-1968) - 281 Francesco Cortesi (1927-1943) - 244 Domenico Ciani (1964-1965, 1966-1974) - 239 Mariano Sotgia (1991-1995, 1997-2000) - 231 Giuseppe Pregnolato (1995-2003) - 224 Giorgio Bartolini (1959-1967) - 221 Giuliano Villa (1959-1970, 1971-1972) - 208 Giorgio Ballerini (1930-1941, 1943-1946) - 201 Ricci (?-?) - 200 Carlo Capra (1930-1933, 1934-1940) | Record di reti - 140 Francesco Cortesi (1927-1943) - 64 Domenico Ciani (1964-1965, 1966-1974) - 63 Carlo Capra (1930-1933, 1934-1940) - 59 Leonino Baratella (1936-1940) - 55 Zampiga (?-?) - 49 Silvano Magheri (1956-1958) - 47 Marconi (?-?) - 44 Testoni (?-?) - 43 Paolo Zampighi (1940-1942, 1943-1946, 1947-1950) - 42 Giorgio Giorgioni (1940-1944, 1951-1954) - 42 Davide Succi (2005-2008) |

## Tifoseria

### Storia

La tifoseria ravennate in trasferta a Cesena nella stagione 1993-1994. Si può notare una rappresentanza di tifosi riminesi, un tempo gemellati coi ravennati

A Ravenna il tifo organizzato nacque ufficialmente nel 1982, con l'avvento dei Supporters Ravenna. Nel 1985 nacque il Porky's Group, che andò ad affiancarsi al gruppo pioniere. Durante gli anni ottanta si formarono altri gruppi minori che ebbero vita relativamente breve; ovvero i Devils Supporters e gli Sconvolts. Nacque la Fossa Bizantina, che diventò il gruppo trainante della tifoseria. In seguito venne contornata da una miriade di piccoli gruppi, tra i quali spiccavano i Viking, la Gioventù Bizantina, il Bigfoot Group, il Funky Group, le Screaming Girls, il Nucleo Ribelle, il Gruppo della Madonna e la Brigata Sclerotica. Nel 1994 gli esponenti di questi ultimi tre gruppi, assieme a quelli della Fossa Bizantina, presero la decisione di riunirsi e di accorpare le diverse piccole realtà che costellavano la curva sotto la denominazione di Ultras Ravenna 1994, gruppo che si è dissolto nel 2021. Nel 2015 un gruppo di studenti ravennati fondò una nuova sezione, denominata Nuova Guardia Giallorossa. Dal 2024, sull'onda dell'entusiasmo per l'arrivo della nuova proprietà, nasce, dalle ceneri dei vecchi gruppi (tra tutti gli Ultras Ravenna 1994), una nuova realtà che guida il tifo giallorosso, Ravenna 1913, affiancato dalla rinascita di altri gruppi più piccoli e dalla nascita del gruppo Bella Situazione e del gruppo EUS219 Ravenna nato in realtà nel 2019 . Esiste inoltre un gruppo chiamato Ultras Sez. Milano formato da tifosi della squadra ravennate provenienti da Milano. Dal momento della sua morte, avvenuta nel 2002 a seguito di un incidente stradale, la curva è intitolata a Vittorio Mero.

### Gemellaggi e rivalità

#### Gemellaggi
Gli ultras giallorossi sostengono amicizie con le tifoserie di Bologna, Salernitana, Vicenza (dal 9 maggio 1993), Cremonese, Lucchese, St Patrick's, Pavia e Lanciano.

#### Rivalità
Le rivalità più forti sono quelle con le squadre romagnole di Cesena, Forlì, Rimini e con gli emiliani della SPAL. Altre rivalità si hanno con Treviso, Padova, Modena, Parma, Reggiana, Venezia, Ancona, Vis Pesaro, Triestina, Sambenedettese, Pistoiese, Prato e Rosetana.

## Organico

### Rosa 2025-2026
| N. |                   | Ruolo | Calciatore           |
| -- | ----------------- | ----- | -------------------- |
|    | Italia (bandiera) | P     | Joyce Anacoura       |
|    | Italia (bandiera) | D     | Umberto Agnelli      |
|    | Italia (bandiera) | D     | Alessandro Bianconi  |
|    | Italia (bandiera) | D     | Mattia Drapelli      |
|    | Italia (bandiera) | D     | Adriano Esposito     |
|    | Italia (bandiera) | D     | Marco Mereghetti     |
|    | Italia (bandiera) | D     | Ernesto Runza        |
|    | Italia (bandiera) | D     | Mattia Scaringi      |
|    | Italia (bandiera) | D     | Matteo Solini        |
|    | Italia (bandiera) | C     | Giacomo Calandrini   |
|    | Italia (bandiera) | C     | Francesco Corsinelli |
|    | Italia (bandiera) | C     | Lorenzo Da Pozzo     |
|    | Italia (bandiera) | C     | Tommaso Di Marco     |
|    | Italia (bandiera) | C     | Francesco D'Orsi     |

| N. |                         | Ruolo | Calciatore          |
| -- | ----------------------- | ----- | ------------------- |
|    | Italia (bandiera)       | C     | Carlo Ilari         |
|    | Italia (bandiera)       | C     | Lorenzo Lonardi     |
|    | Georgia (bandiera)      | C     | David Lordkipanidze |
|    | Italia (bandiera)       | C     | Matteo Mandorlini   |
|    | Italia (bandiera)       | C     | Lorenzo Menegazzo   |
|    | Italia (bandiera)       | C     | Alessio Rizzo       |
|    | Italia (bandiera)       | C     | Matteo Rossetti     |
|    | Italia (bandiera)       | C     | Paolo Rrapaj        |
|    | Italia (bandiera)       | C     | Joshua Tenkorang    |
|    | Italia (bandiera)       | A     | Pierluca Luciani    |
|    | Italia (bandiera)       | A     | Matteo Motti        |
|    | Italia (bandiera)       | A     | Cristian Spini      |
|    | Burkina Faso (bandiera) | A     | Abdel Zagré         |